# Plaza de toros de Atocha
La plaza de toros de Atocha fue una plaza de toros situada en la ciudad vasca de San Sebastián (España) y construida en 1876. Con el nacimiento de esta plaza vino, como actividad complementaria y festiva, la creación de la llamada Semana Grande de San Sebastián. Fue la primera plaza donde se realizaron corridas por la noche en 1886.

## Historia
Una primera plaza de toros fue construida hacia 1869 por el sr. Verde y destruida por un incendio en la guerra civil (tercera guerra carlista) que hubo en aquel tiempo.
Sin embargo, en 1876 el empresario José Arana, levantó otra de madera en 30 días, sobre el mismo solar de Atocha. El arquitecto fue José Goicoa. En el transcurso de los años se fueron haciendo continuas reformas que completaron las obras. Estaba situada en la actual plaza que está entre la Torre de Atocha y la Tabacalera.
El 24 de agosto de 1879 torearon Lagartijo y Currito seis reses de la ganadería de Nazario Carriquiri, de Tudela. La barrera de sombra costaba 7 pesetas, la contrabarrera 4 y el tendido 3,25. En sol, la barrera 4 ptas., la contrabarrera 2,50 y el tendido 2,25.
Por dicha plaza, en los años 1880 a 1882 desfilaron los más famosos lidiadores franceses y los mejores rejoneadores portugueses. 

### Primera corrida nocturna
Las primeras corridas que se realizaron de noche con luz eléctrica fueron en esta plaza. Y así, el 31 de agosto de 1886 se celebró una corrida por la noche y el programa de mano lo anunciaba de esta forma: "Toros de noche". Se prepara una brillante corrida de toros por la noche, a cuyo efecto se están haciendo los preparativos necesarios para conseguir una claridad equivalente a la que produce el sol.". Y en efecto, los nueve reflectores de arco voltaico proyectaban su luz sobre la arena, destacándose las sombras de los toreros, caballos y reses bravas. El espectáculo duró hasta altas horas de la noche y los aficionados al salir pudieron oír el grito familiar de ¡Las doce y sereno!. Por cierto que el empresario José Arana terminó en los calabozos municipales ante la denuncia de algunos espectadores que, siendo el espectáculo de noche, habían observado se ponían a la venta entradas de sol y sombra.

### Competencia y derribo
A principios de siglo se alzó una corriente de opinión en contra del presidente Arana, reprochándole que contrataba siempre a los mismos toreros y fruto de aquel resentimiento popular fue la constitución de una nueva empresa que construyó la plaza de toros del Chofre en 1903. Durante varias temporadas estuvieron funcionando las dos plazas hasta el cese y derribo de la de Atocha. 
Al demolerse esta plaza sus materiales fueron empleados en la construcción de las primeras casas del barrio de Eguía, como son los números 4, 6, 12, 14 y 16 de la calle Eguía. Se da la circunstancia de que un vecino de la casa número 14, al hacer una reparación de la cocina y rascar la pared apareció un solivo en el que figuraba el número del asiento y del tendido. En los mismos solares de esta plaza posteriormente fue construida la fábrica de Múgica.